# 天主教烏代布爾教區
天主教烏代布爾教區 （拉丁語：Dioecesis Udaipurensis）是羅馬天主教的一個教區，位於拉賈斯坦邦南部，受天主教阿格拉总教区管轄。
1984年12月3日建立教區。2010年有教友23,867名，由68名司鐸名管理30個堂區。現任教區主教為德夫普拉薩德‧若望‧加納瓦。